# Agulla de pit de Tara

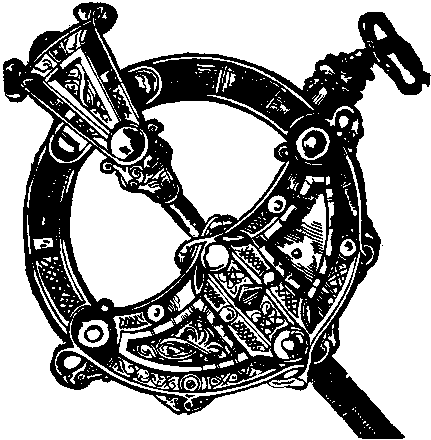
Dibuix realitzat el 1896, on es pot observar amb detall la part superior de l'agulla de pit de Tara

L'agulla de pit de Tara és la denominació historiogràfica d'una agulla d'estil hibernosaxó datat a l'entorn de l'any 720 i considerat com una de les més importants peces trobades de la cultura celta irlandesa. Es troba exposat de manera permanent al Museu Nacional d'Irlanda de Dublín.
L'agulla de pit, la trobà una llauradora l'any 1850 a la platja de Bettystown (propera a la localitat de Laytown, comtat de Meath). La vengué a un antiquari que la denominà agulla de pit de Tara, perquè a uns 29 km del lloc on es trobà hi ha un important jaciment arqueològic anomenat Turó de Tara, centre molt important per a nombroses cultures de l'antiguitat a Irlanda.
L'agulla de pit degué pertànyer quasi amb tota seguretat a un personatge de classe alta, amb una funció més ostentatòria que no l'habitual d'unir la roba.

## Característiques
- Tècnica: entrellaçat, filigrana i incrustació.
- Material: argent daurat, ambre, coure, cristall i or.
- Longitud: 22 cm.
- Pes: 224 grams.